# 贝萨 (叙利亚城镇)
贝萨（阿拉伯语：‎）隶属于拉塔基亚省，位于拉塔基亚以南。 周围的居民点有北部的巴克沙、Sqoubin，东部的Hanadi、Fideo以及南部的Bustan al-Basha。根据叙利亚中央统计局的在2004年的统计，贝萨的人口为4,369人。 其居民主要为阿拉维派。